# Гауга Табан
Гауга Табан — афганская композитор, автор и исполнитель песен.

## Творческий путь
Выросла между Афганистаном и Ираном, точное место неизвестно. В 2016 году начала профессионально заниматься музыкой. Параллельно с учёбой на юриста путешествовала по странам, где пение запрещено законом. В 2018 году, во время мирных переговоров в Дохе, опубликовала свои песни в социальных сетях и привлекла к себе внимание всего мира. Её музыка особенно откликнулась в персоязычных регионах: среди афганцев и иранцев.
Тексты песен Гауги затрагивают тему страдания общества от конфликтов, а также положение девочек и женщин в Афганистане. В 2019 году она положила на музыку стихотворение Рамина Мазхара «Я целую тебя среди талибов», прославляющее свободы, завоёванные новым поколением до прихода талибов к власти в 2021 году. Тогда же вышла композиция «Tabassum», посвящённая детям, ставшим свидетелями войны. Ряд её песен превратился в гимны сопротивления талибам.
После наступления «Талибана» в 2021 году певица переехала в Норвегию по программе ICORN и поселилась в резиденции для деятелей искусств, находящихся в зоне риска из-за преследования. В 2023 году выступила на церемонии вручения Нобелевской премии мира.

## Признание
В 2021 году вошла в список ста самых вдохновляющих женщин мира по версии Би-би-си.